# My Color
My Color è il secondo singolo digitale della cantante sudcoreana Hyuna.
La canzone è stata registrata nel 2013. La traccia è stata scritta da Hyuna per l'occasione.

## Il brano
Il 4 marzo vengono diffusi 42 secondi della canzone. Il brano viene pubblicato ufficialmente il 12 marzo 2013.

## Tracce
- 01: My Color
- 02: Very Hot

## Video
L'11 marzo su YouTube è stata resa nota la short version sia del brano che del video. Il 12 marzo viene pubblicato il video completo che ottiene un discreto successo nonostante le poche promozioni.

## Classifiche
| Classifica                 | Posizione massima |
| -------------------------- | ----------------- |
| Gaon Digital chart         | 15                |
| Gaon Streaming chart       | 23                |
| Gaon Download chart        | -                 |
| Gaon BGM chart             | -                 |
| Gaon Mobile Ringtone chart | 15                |